# Nissekær
Nissekær er en klithede med en række småsøer, der ligger ud til Vesterhavet sydvest for Lild Klit, vest for Lild Klitplantage og nord for Hjardemål Klitplantage i Hjardemål Sogn i Thisted Kommune i Thy. I 1955 fredede man 212 hektar for at sikre klitområderne i deres naturtilstand . Området er en del af Natura 2000-område Natura 2000-område nr. 44 Lild Strand og Lild Strandkær